# Porzia de' Medici

Stemma dei Medici

Porzia de' Medici (Firenze, 1537 – Firenze, 1565) è stata una religiosa italiana, figlia illegittima del Duca Alessandro de' Medici e di madre ignota.

## Biografia
Nata postuma dopo la morte del padre nel gennaio 1537, fu allevata con la sorella Giulia de' Medici nel monastero di San Clemente a Firenze dal 1538, ma a differenza di Giulia ella rimase sempre nel monastero, dove prese i voti come monaca agostiniana.
In seguito arrivò a diventare badessa del monastero, dove morì nel 1565.